# Chauchina
Chauchina là một đô thị trong tỉnh Granada, Tây Ban Nha.